# San Servolo
Isola di San Servolo (nazwa w języku weneckim, pol. Wyspa św. Serwula) – jedna z wysp Laguny Weneckiej, położona na południe od historycznego centrum Wenecji.

## Historia

Wyspa San Servolo i jej najbliższe sąsiedztwo

Wyspa San Servolo zajmuje powierzchnię 4,82 hektara, prawie dziesięciokrotnie większą od pierwotnej, piaszczystej wydmy, będącej efektem naturalnej ewolucji geologicznej obszaru laguny. Głównym obiektem budowlanym na wyspie jest kompleks kościelno-klasztorny benedyktynów, San Servolo, od którego wyspa wzięła swoją nazwę. Klasztor został założony, według różnych źródeł, w VII lub na początku IX wieku. Na początku XII wieku zamieszkały w nim benedyktynki. W 1725 roku bonifratrzy założyli w kompleksie przytułek (szpital) psychiatryczny, czynny do 1978 roku.
W latach 90. XX wieku gmina Wenecja (Provincja di Venezia), właściciel wyspy, rozpoczęła renowację budynków, tworząc wielokulturowe centrum promocji. W 2004 roku powstały: sekcja multimediów Akademii Sztuk Pięknych, międzynarodowa szkoła Ca 'Foscari oraz Venice International University. 20 maja 2006 roku w kompleksie kościelno-klasztornym otwarto Muzeum Szpitala Psychiatrycznego (Museo del Manicomio). W kolejnych latach na San Servolo organizowano ekspozycje Biennale Sztuki i Architektury, imprezy i wystawy czasowe fotografii, malarstwa i rzeźby, festiwale muzyczne i przeglądy wideo. W parku znajduje się wystawa rzeźb współczesnych artystów.

## Komunikacja
Na wyspę kursuje vaporetto (wenecki tramwaj wodny) – linia nr 20 z przystanku San Zaccharia

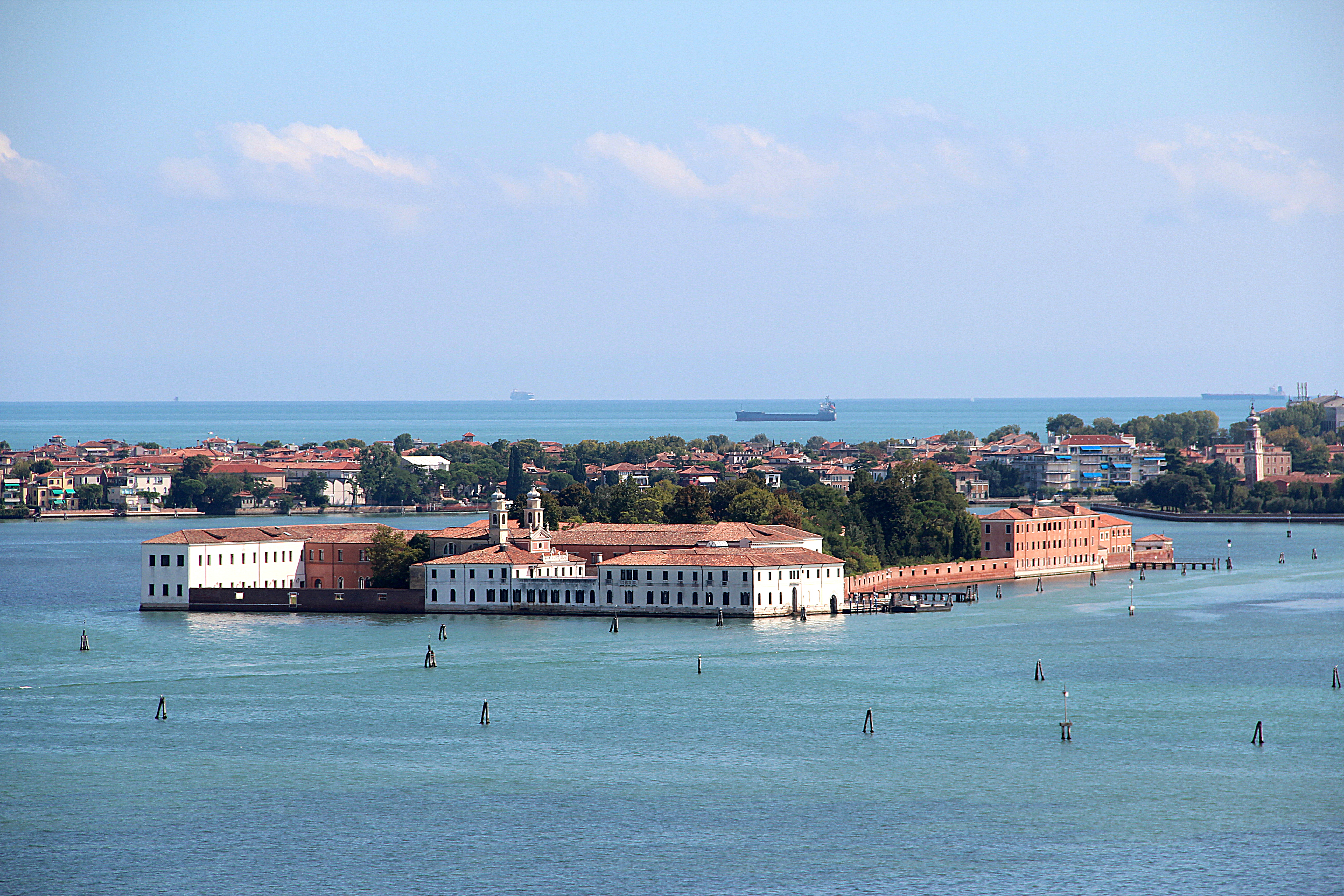
Wyspa San Servolo widziana z dzwonnicy bazyliki San Giorgio Maggiore
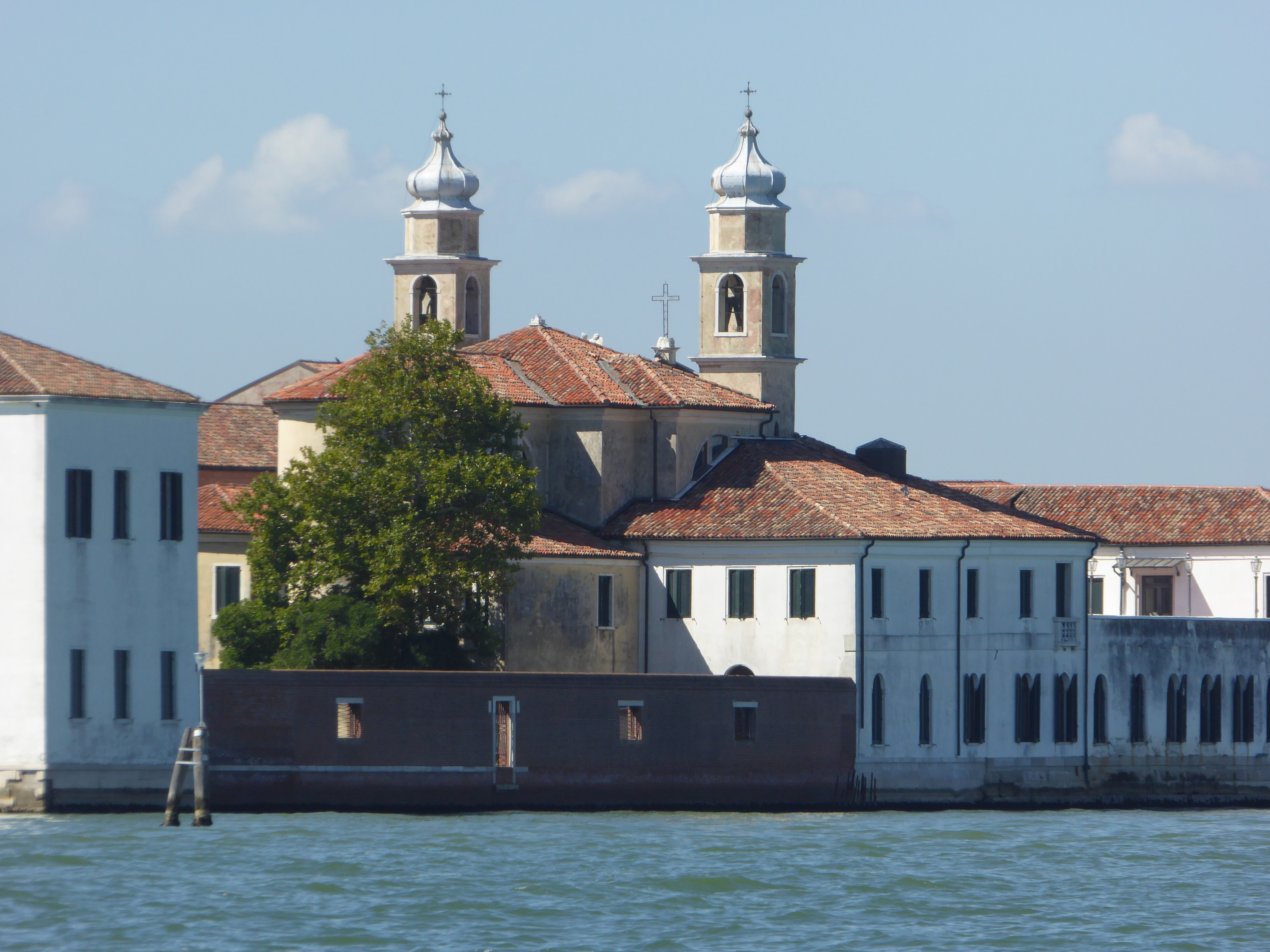
Kompleks kościelno-klasztorny San Servolo
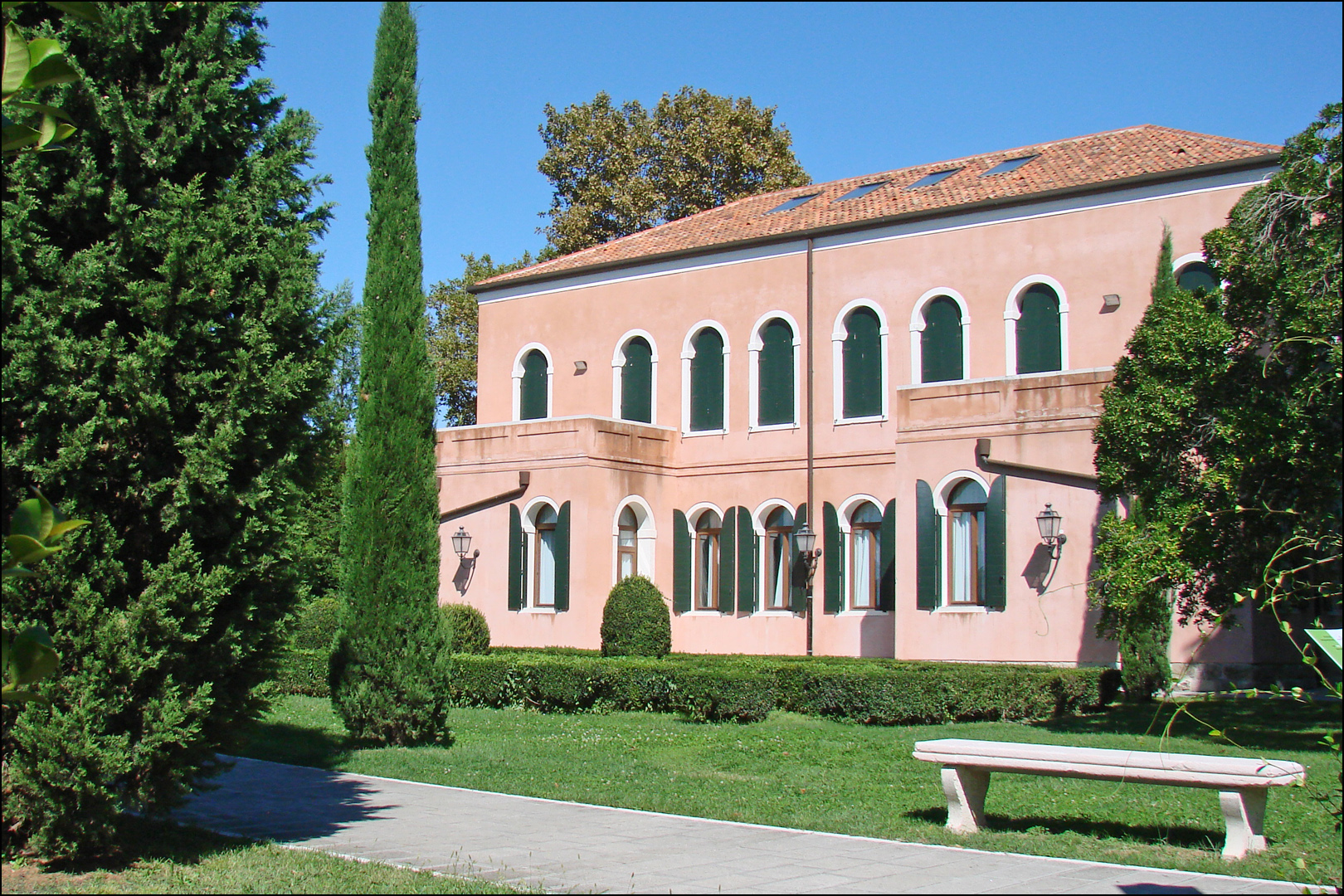
Venice International University
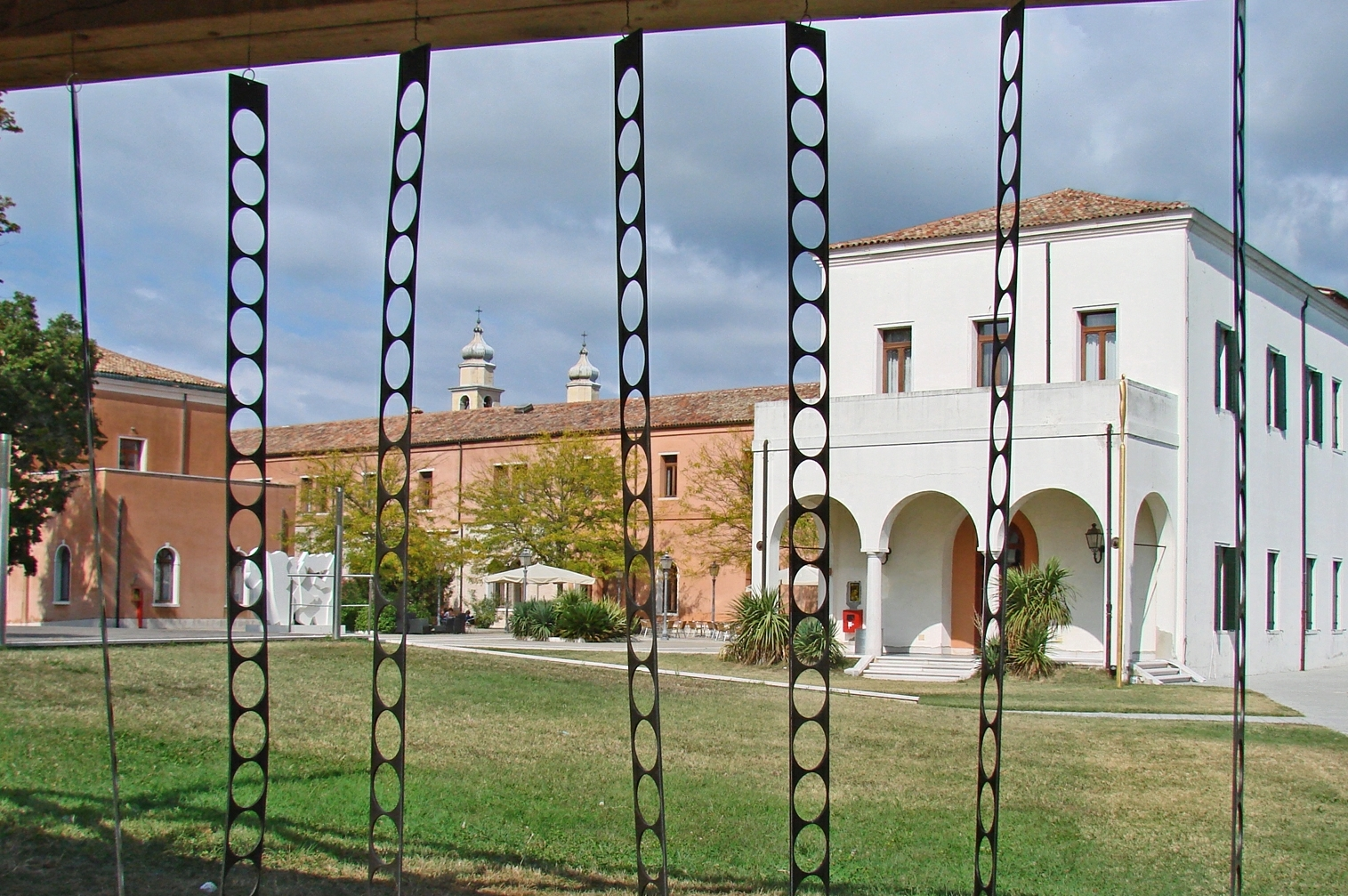
Ogrody i centrum konferencyjne
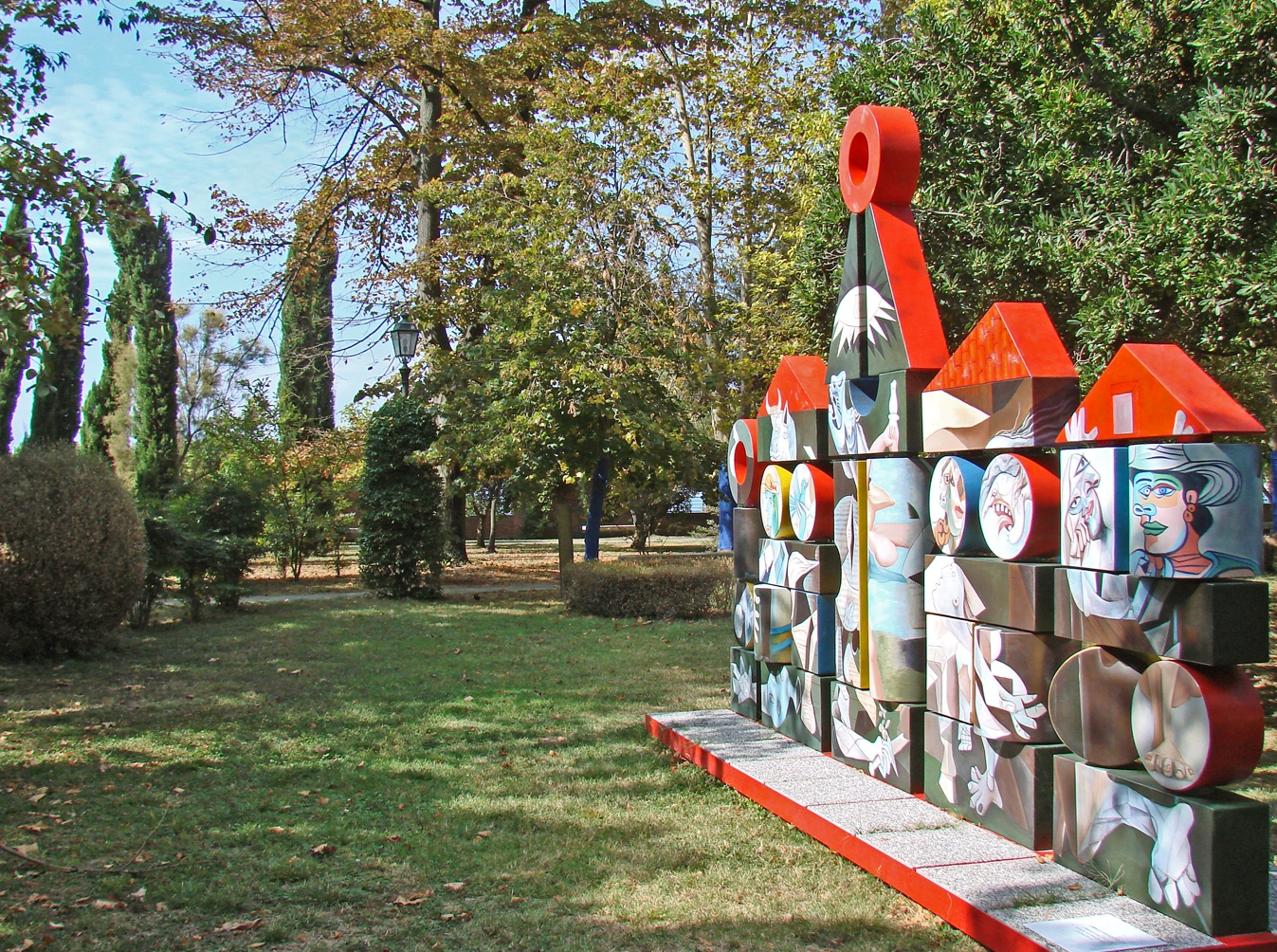
Ogród rzeźby w parku